# Relación agua-suelo

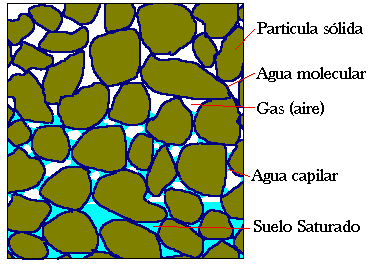
Las tres formas en que el agua puede estar presente en el suelo.

Según la propuesta por Briggs, que se considera todavía válida, el agua que circula en el suelo está compuesta por tres fracciones: higroscópica, capilar y gravitacional.

## El agua en el suelo

### Agua higroscópica o molecular
El agua higroscópica o molecular es la fracción del agua absorbida directamente de la humedad del aire. Esta se dispone sobre las partículas del terreno en una capa de 15 a 20 moléculas de espesor y se adhiere a la partícula por adhesión superficial. El poder de succión de las raíces no tiene la fuerza suficiente para extraer esta partícula de agua del terreno. En otras palabras esta porción del agua en el suelo no es utilizable por las plantas. Debido al carácter dipolar del agua, su extremo es atraído por las cargas negativas de coloides, por lo cual se forma una nueva capa superficial negativa que orienta y retiene otra capa de agua, llegando a tres o cuatro capas. Es absorbida directamente de la humedad atmosférica, forma una fina película que recubre a las partículas del suelo. No está sometida a movimiento, no es asimilable por las plantas (no absorbible). Está fuertemente retenida a fuerzas superiores a 31 atmósferas. La cantidad de agua higroscópica en el suelo, depende especialmente de su textura, composición mineral y contenido de materia orgánica. La mayor dispersión de las partículas y su mayor superficie de contacto, alto contenido de materia orgánica y arcilla favorecen a que el suelo capte mayor agua higroscópica.

### Agua capilar
El agua capilar es la fracción del agua que ocupa los microporos. Se mantiene en el suelo gracias a las fuerzas derivadas de la tensión superficial del agua. Esta fracción del agua es utilizable por las plantas, es la reserva hídrica del suelo. La capacidad de algunas sustancias de absorber o ceder humedad al medio ambiente también es sinónimo de higrometria.

### Agua gravitacional
El agua gravitacional o drenable, es la fracción del agua que ocupa los macroporos de 10 micras de diámetro (zona no saturada) Se infiltra arrastrada por la fuerza de gravedad a las capas más profundas. Utilizable por las plantas si se encuentra en el estrato reticular de la misma.

## Características físico - mecánicas de los suelos
Las características físico - mecánicas de los suelos tienen importancia para su uso como materiales de construcción y para los fines de riego y drenaje, razón por la cual deben determinarse cuidadosamente en laboratorio entre otras cosas.
Las principales características físico - mecánicas de los suelos son:
- Capilaridad
- Cohesión* Textura
- Densidad real y densidad aparente
- Estructura
- Permeabilidad
- pH
- Plasticidad
- Porosidad
- Potencial capilar
- Potencial hídrico